# Kernel Nutt, the Footman
Kernel Nutt, the Footman è un cortometraggio muto del 1916 diretto da C.J. Williams.
Terzo episodio della serie Vitagraph Kernel Nutt

## Produzione
Il film fu prodotto dalla Vitagraph Company of America.

## Distribuzione
Distribuito dalla V-L-S-E, il film - un cortometraggio in una bobina - uscì nelle sale cinematografiche statunitensi il 29 maggio 1916.